# 成田市立下総みどり学園
成田市立下総みどり学園（なりたしりつ しもふさみどりがくえん）は、千葉県成田市名古屋1214番地にある公立の義務教育学校。

## 概要
- 本校は、下総中学校と下総小学校が統合し、開校した。
- 本校は、『4・3・2制』[1]を採る。

## 沿革
- 2008年（平成20年）3月 - 学校適正配置調査報告、下総地区4小学校統合を提言。
- 2010年（平成22年）
  - 2月 - 下総地区長会が市長に対し統合に対する同意書を提出し、下総地区4小学校統合決定。
- 2011年（平成23年）
  - 8月 - 第一回小中連携推進委員会（メンバーː地域・保護者・学校・事務局）開催。
  - 9月 - 第二回小中連携推進委員会開催し、小中一貫教育校設立決定。
- 2014年（平成26年）4月1日 - 開校。

## 交通
- 成田市コミュニティバス「しもふさ循環ルート」で、「下総みどり学園脇」（旧:下総中脇）バス停下車後、徒歩約190m・約2分。

## 学区
出典
- 猿山、大菅、滑川、西大須賀、四谷、新川、名古屋、高倉、成井、地蔵原新田、青山、倉水、名木、冬父、中里、七沢、高岡、大和田、高、小野、小浮、野馬込、平川

## 周辺
- 学校給食センター - 敷地が隣接
- 千葉県道79号横芝下総線
- 千葉県立下総高等学校
- キャスコ花葉CLUB 本コース・花葉コース